# Jozef Prno
Jozef Prno (4. dubna 1947 Kľúčové – 30. října 2022) byl slovenský fotbalový záložník.

## Fotbalová kariéra
V československé lize hrál za Tatran Prešov. Nastoupil v 11 ligových utkáních. Gól v lize nedal. S fotbalem začínal jako devítiletý v rodné obci jako brankář. Po dvou zápasech přešel na pozici pravé spojky s číslem 8. V roce 1958 přestoupil do SK Nemšová, kde hrál na pozici pravé spojky až do roku 1962. S Nemšovou se stal mistrem trenčínského okresu žáků po výhře 1:0 nad Jednotou Trenčín v zápase, který se odehrál na stadionu Jednoty Trenčín za mosty. Pohár mistra trenčínského okresu Nemšová nedostala, protože už před zápasem bylo na poháru vyryto "Jednota Trenčín A" jako mistr. V letech 1962 až 1963 nehrál pro neshody v klubu. V roce 1963 přestoupil z Nemšové do Spartaku Dubnica, kde hrál dorosteneckou ligu jako útočník až do roku 1966. 1. července 1966 narukoval na vojenskou základní službu do Dukly Česká Třebová, která právě postoupila do krajské soutěže. Po vojenské službě se vrátil do Nemšové a odehrál zde jeden a půl sezóny. V říjnu 1969 přestoupil do Gumáren 1. mája Púchov, kde podepsal svou první profesionální smlouvu. Po změně politické situace v Československu a zavedení nových pravidel ohledně odměn hráčů za zápasy ztratila jeho smlouva platnost. Gumárne Púchov pokračovaly jako amatérský klub ve slovenské národní fotbalové lize a v týmu strávil čtyři a půl sezóny. S Púchovem zvítězil mj. nad Slovanem Bratislava B, za který tehdy hráli mj. brankář Miroslav Kovařík, obránci Peter Mutkovič, Anton Ondruš, Koloman Gögh a dále Marián Masný, Ján Medviď a Ján Švehlík. V roce 1974 byl nejlepším střelcem slovenské národní ligy se 7 góly. Od 1. ledna 1975 se stal hráčem Tatranu Prešov. Od roku 1975 do konce sezóny 1976/77 nastoupil téměř ve všech utkáních Prešova ve druhé lize. Za Tatran Prešov hrál až do roku 1979, kdy ligovou kariéru ukončil pro onemocnění srdce. Dále byl hrajícím trenérem týmu TJ Rozvoj Pušovce, s nímž postoupil z nejnižší 4. třídy do krajské soutěže, i když oddíl neměl vlastní stadion a hrál na hřištích sousedních obcí. Posledních 29 let žil v USA.

## Ligová bilance
| Ročník                                   | Zápasy | Góly | Klub          |
| ---------------------------------------- | ------ | ---- | ------------- |
| 1. československá fotbalová liga 1977/78 | 6      | 0    | Tatran Prešov |
| 1. československá fotbalová liga 1978/79 | 5      | 0    | Tatran Prešov |
| CELKEM 1. liga                           | 11     | 0    |               |